# Montgomery County (North Carolina)
Montgomery County ist ein County im Bundesstaat North Carolina der Vereinigten Staaten. Der Verwaltungssitz (County Seat) ist Troy.

## Geographie
Das County liegt etwas südwestlich des geographischen Zentrums von North Carolina, ist im Süden etwa 40 km von South Carolina entfernt und hat eine Fläche von 1299 Quadratkilometern, wovon 26 Quadratkilometer Wasserfläche sind. Es grenzt im Uhrzeigersinn an folgende Countys: Randolph County, Moore County, Richmond County, Stanly County und Davidson County.
Montgomery County ist in elf Townships aufgeteilt: Biscoe, Cheek Creek, Eldorado, Little River, Mount Gilead, Ophir, Pee Dee, Rocky Springs, Star, Troy und Uwharrie.

## Geschichte
Montgomery County wurde 1779 aus Teilen des Anson County gebildet. Benannt wurde es nach General Richard Montgomery, der 1775 bei der Schlacht von Québec getötet wurde.

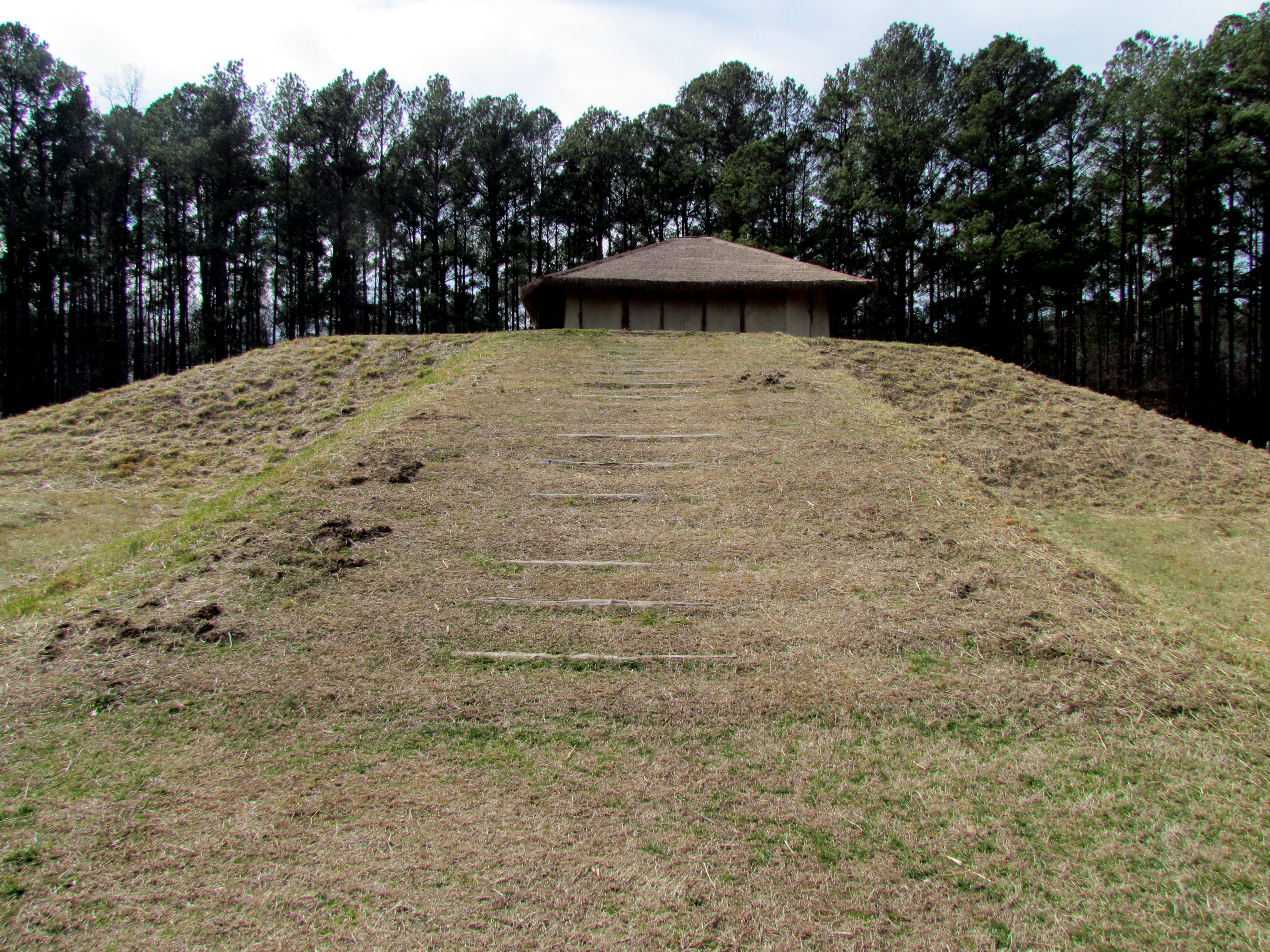
Town Creek Indian Mound (2015)

Im County liegt eine National Historic Landmark, die archäologische Fundstätte Town Creek Indian Mound. Sieben Bauwerke und Stätten des Countys sind insgesamt im National Register of Historic Places eingetragen (Stand 8. März 2018).

## Demografische Daten
Nach der Volkszählung im Jahr 2000 lebten im Montgomery County 26.822 Menschen in 9.848 Haushalten und 7.189 Familien. Die Bevölkerungsdichte betrug 21 Einwohner pro Quadratkilometer. Ethnisch betrachtet setzte sich die Bevölkerung zusammen aus 69,07 Prozent Weißen, 21,84 Prozent Afroamerikanern, 0,40 Prozent amerikanischen Ureinwohnern, 1,61 Prozent Asiaten, 0,04 Prozent Bewohnern aus dem pazifischen Inselraum und 5,75 Prozent aus anderen ethnischen Gruppen; 1,29 Prozent stammten von zwei oder mehr Ethnien ab. 10,43 Prozent der Bevölkerung waren spanischer oder lateinamerikanischer Abstammung.
Von den 9.848 Haushalten hatten 31,0 Prozent Kinder unter 18 Jahren, die bei ihnen lebten. 55,6 Prozent davon waren verheiratete, zusammenlebende Paare, 12,4 Prozent waren allein erziehende Mütter und 27,0 Prozent waren keine Familien. 24,1 Prozent waren Singlehaushalte und in 10,7 Prozent lebten Menschen mit 65 Jahren oder älter. Die Durchschnittshaushaltsgröße betrug 2,61 und die durchschnittliche Familiengröße war 3,08 Personen.
24,9 Prozent der Bevölkerung waren unter 18 Jahre alt. 9,0 Prozent zwischen 18 und 24 Jahre, 28,5 Prozent zwischen 25 und 44 Jahre, 23,6 Prozent zwischen 45 und 64, und 14,0 Prozent waren 65 Jahre alt oder Älter. Das Durchschnittsalter betrug 37 Jahre. Auf alle weibliche Personen kamen 102,6 männliche Personen. Auf alle Frauen im Alter von 18 Jahren oder darüber kamen 100,6 Männer.
Das jährliche Durchschnittseinkommen eines Haushalts betrug 32.903 US-Dollar und das jährliche Durchschnittseinkommen einer Familie betrug 39.616 USD. Männer hatten ein durchschnittliches Einkommen von 27.832 USD gegenüber den Frauen mit 21.063 USD. Das Prokopfeinkommen betrug 16.504 USD. 15,4 Prozent der Bevölkerung und 10,9 Prozent der Familien lebten unterhalb der Armutsgrenze. 19,5 Prozent von ihnen sind Kinder und Jugendliche unter 18 Jahre und 17,8 Prozent sind 65 Jahre oder älter.